# Saint-Jean-Delnous
 Saint-Jean-Delnous  là một xã ở tỉnh Aveyron, thuộc vùng Occitanie ở miền nam nước Pháp.